# Margareta av Brabant
Margareta av Brabant, född 1276, död 1311, var drottning av Tyskland 1308–1311, gift med kung Henrik VII (tysk-romersk kejsare). 